# Łoknia (dopływ Sudży)
Łoknia (ros. Локня) – rzeka na Ukrainie (rejon sumski w obwodzie sumskim) i w Rosji (rejon sudżański w obwodzie kurskim).

## Geografia
Jest dopływem rzeki Sudża, a jej długość to 26 km.
Rzeka wypływa ze źródeł na Wyżynie Środkoworosyjskiej w rejonie bolszesołdatskim obwodu kurskiego (wieś Junakiwka), a do Sudży wpada w rejonie sudżańskim (miasto Sudża).

## Miejscowości nadrzeczne

### Rejon sumski
Junakiwka, Łoknia, Basiwka, Noweńke

### Rejon sudżański
Swierdlikowo, Lebiediewka, Kazaczja Łoknia, 2-oj Kniażyj, 1-yj Kniażyj, Sudża